# El Real de la Jara
El Real de la Jara – gmina w Hiszpanii, w prowincji Sewilla, w Andaluzji, o powierzchni 157,35 km². W 2011 roku gmina liczyła 1626 mieszkańców.
El Real de la Jara jest punktem odniesienia dla turystyki wiejskiej w Sierra Norte de Sevilla.
Jest to miejsce dla pielgrzymów, którzy wybrali Srebrny Szlak Camino de Santiago, a także turystów, których przyciąga gastronomia, niepowtarzalne krajobrazy i słynne festiwale oraz bogata historia.